# Witukomno'm
Witukomno'm (Witukomnom, Ukšišmulhántno'm), jedna od sedam skupina Yuki Indijanaca iz sjeverne Kalifornije, živili su između Srednjeg rukavca i Južnog Eel-a u dolini Eden i okolnom području.
Južni susjedi bili su im Huchnomi. Prema dijalektu donekle su se razlikovali od Ukmno'ma i drugih skupina pravih Yukija. Powers ih naziva Spanish Yuki.